# DeMarco Murray
Pour les articles homonymes, voir Murray.
(en) Statistiques sur pro-football-reference
DeMarco Murray, né le 12 février 1988 à Las Vegas, est un joueur américain de football américain. Ce running back a joué pour les Cowboys de Dallas (2011-2014),  les Eagles de Philadelphie (2015) et les Titans du Tennessee (2016-2017) en National Football League (NFL).

## Biographie

### Carrière universitaire
Il a étudié à l'université de l'Oklahoma et a joué pour l'équipe des Sooners de 2007 à 2010. 

### Carrière professionnelle
Il est sélectionné par les Cowboys de Dallas au troisième tour, en 71e position, lors de la draft 2011 de la NFL.
Il commence la saison 2011 comme troisième running back de l'équipe derrière Felix Jones et Tashard Choice. Le 23 octobre 2011 contre les Rams de Saint-Louis, il marque son premier touchdown au niveau professionnel et court pour 253 yards, battant le record des Cowboys du plus grand nombre de yards à la course en une partie qui appartenait à Emmitt Smith en 1993. Il devient le running back titulaire des Cowboys après cette partie et performe très bien par la suite, en étant notamment désigné débutant offensif du mois de novembre de la ligue, mais sa saison prend fin après une blessure à la cheville subie durant la 14e semaine,. 
La saison 2014 est couronnée de succès pour Murray. Il court pour au moins 100 yards lors de ses huit premières parties et marque au moins un touchdown dans six des sept premières parties. Lors de la dernière rencontre de saison régulière face aux Redskins de Washington, il bat le record des Cowboys du plus grand nombre de yards à la course sur une saison qui était détenu par Emmitt Smith en 1995. Il termine la saison en tant que meilleur coureur de la ligue avec 1 845 yards à la course et marque 13 touchdowns. Ses performances lui permettent de remporter l'honneur du joueur offensif de l'année dans la NFL.
N'arrivant pas à s'entendre sur un nouveau contrat avec les Cowboys, Murray profite de son statut d'agent libre pour signer avec les Eagles de Philadelphie pour 5 ans et un montant de 42 millions de dollars. Avec une ligne offensive moins performante que celle des Cowboys, Murray connaît des difficultés à transposer ses succès de l'an dernier et perd son statut de titulaire lors de la 13e semaine au profit de Darren Sproles. Il termine la saison avec 702 yards à la course et un total de 7 touchdowns marqués, ses plus bas chiffres depuis 2012.
Son passage avec les Eagles ne dure qu'une saison, lorsqu'il est échangé en mars 2016 aux Titans du Tennessee contre une sélection de quatrième tour pour la draft de 2016. Il retrouve sa touche avec les Titans en courant pour 1 287 yards et en marquant 12 touchdowns, et reçoit une troisième sélection au Pro Bowl. La saison suivante, il partage son utilisation avec Derrick Henry et réalise ses plus bas chiffres en carrière avec 659 yards à la course et une moyenne de 3,6 yards à la course.
Il est libéré par les Titans le 8 mars 2018. Il annonce sa retraite sportive 13 juillet 2018 après sept saisons dans la NFL.

### Après-carrière
En 2019, il devient l'entraîneur des running backs des Wildcats de l'université de l'Arizona. La saison suivante, il retourne avec l'équipe universitaire auquel il a joué, les Sooners de l'Oklahoma, pour le même poste.

## Statistiques
| Année              | Équipe                 | MJ                 |       | Courses | Courses | Courses | Courses |       | Passes réceptionnées | Passes réceptionnées | Passes réceptionnées | Passes réceptionnées |  | Fumbles | Fumbles |
| Année              | Équipe                 | MJ                 | Nb.   | Yards   | Moy.    | TD      | Nb.     | Yards | Moy.                 | TD                   | Nb.                  | Perdus               |  |         |         |
| 2011               | Cowboys de Dallas      | 13                 | 164   | 897     | 5,5     | 2       | 26      | 183   | 7                    | 0                    | 1                    | 0                    |  |         |         |
| 2012               | Cowboys de Dallas      | 10                 | 161   | 663     | 4,1     | 4       | 35      | 251   | 7,2                  | 0                    | 3                    | 2                    |  |         |         |
| 2013               | Cowboys de Dallas      | 14                 | 217   | 1 121   | 5,2     | 9       | 53      | 350   | 6,6                  | 1                    | 3                    | 1                    |  |         |         |
| 2014               | Cowboys de Dallas      | 16                 | 392   | 1 845   | 4,7     | 13      | 57      | 416   | 7,3                  | 0                    | 5                    | 5                    |  |         |         |
| 2015               | Eagles de Philadelphie | 15                 | 193   | 702     | 3,6     | 6       | 44      | 322   | 7,3                  | 1                    | 2                    | 2                    |  |         |         |
| 2016               | Titans du Tennessee    | 16                 | 293   | 1 287   | 4,4     | 9       | 53      | 377   | 7,1                  | 3                    | 3                    | 1                    |  |         |         |
| 2017               | Titans du Tennessee    | 15                 | 184   | 659     | 3,6     | 6       | 39      | 266   | 6,8                  | 1                    | 1                    | 1                    |  |         |         |
| Totaux en carrière | Totaux en carrière     | Totaux en carrière | 1 604 | 7 174   | 4,5     | 49      | 307     | 2 165 | 7,1                  | 6                    | 18                   | 12                   |  |         |         |